# Secrets (Regard & Raye)
Secrets is een nummer van de Kosovo-Albanese dj Regard en de Britse zangeres Raye. Het nummer werd op 24 april 2020 uitgebracht als single door Ministry of Sound. De single piekte in de Britse UK Singles Chart op de 6e plaats. In de Nederlandse Top 40 haalde Secrets de 11e positie en in de Vlaamse Ultratop 50 de 17e positie.